# Ferrari 212 F1
Der Ferrari 212 F1 war ein Monoposto-Rennwagen der von der Scuderia Ferrari entworfen, gebaut und 1950 in der Formel 2 eingesetzt wurde. Nach der Saison wurden die beiden Fahrzeuge nacheinander verkauft und ab 1951 auch in der Formel 1 eingesetzt.

## Entwicklungsgeschichte
Der 212 F1 trug ursprünglich die Bezeichnung F2 (nach dem Einsatzzweck) und war ein vereinfachter Ferrari 166 und – im Grunde – noch vor dem Ferrari 500 der erste Formel-2-Rennwagen von Ferrari. Der von Aurelio Lampredi überarbeitete V12-Motor wurde in den Gitterrohrrahmen des Ferrari 125 eingebaut und der Wagen bekam einen längeren Radstand sowie eine verbesserte Mechanik. Eine aufgeladene Version wurde 1949 unter der Bezeichnung 166 FL in der argentinischen Formula Libre eingesetzt. 1950 beherrschten die Werkswagen die Formel-2-Saison. 1951, als sich die Scuderia den neuen Formel-1-Rennwagen, den Modellen 275F1, 340F1 und 375F1, zuwandte, wurden die Wagen an Privatfahrer verkauft.

## Motor und Fahrwerk

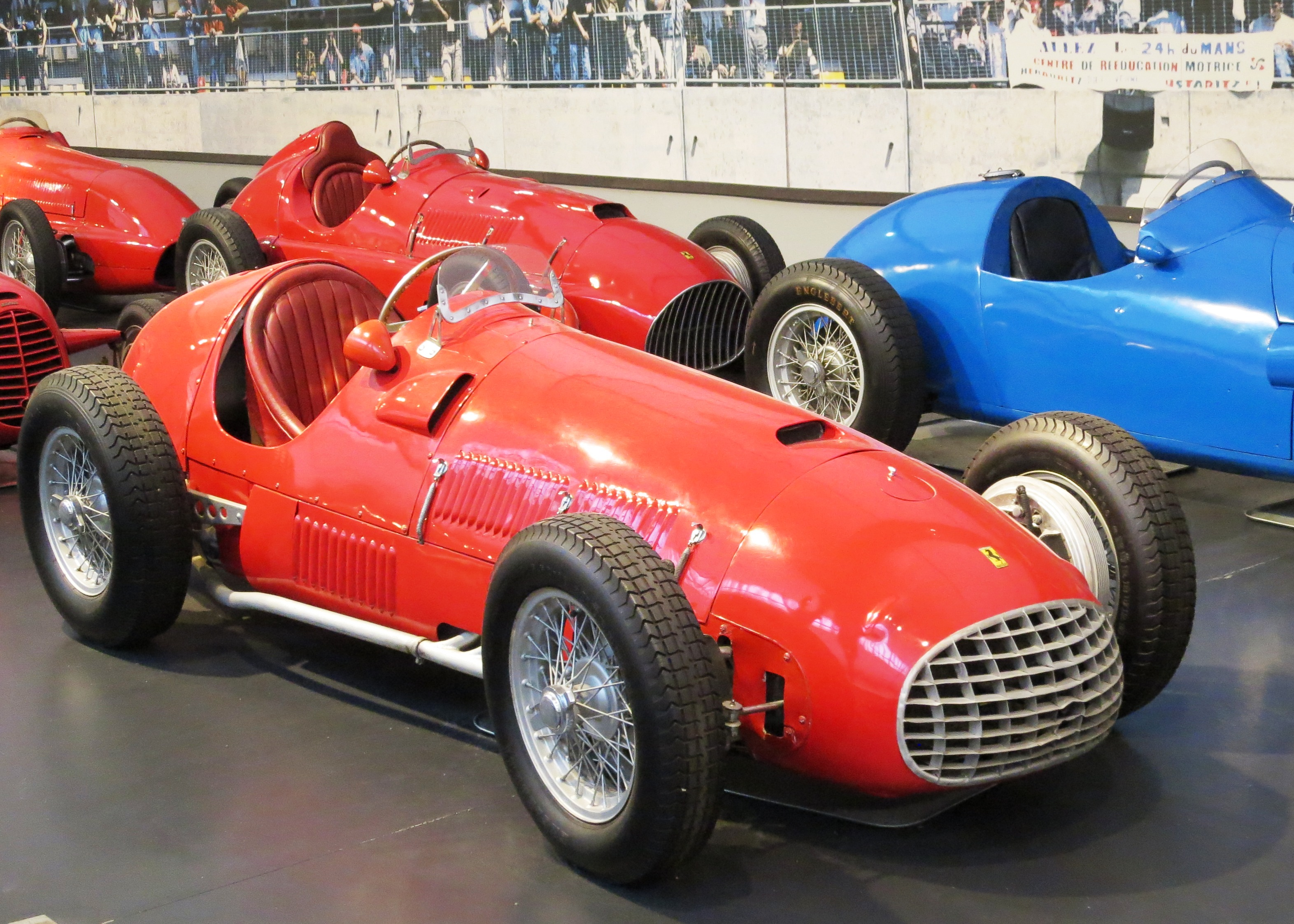
Ferrari 212, hier in der F2-Version

Der Motor des 212 F1 war eine Weiterentwicklung des V12, den Gioacchino Colombo Ende der 1940er Jahre entworfen hatte. Die erste Version hatte einen Hubraum von 1,5 l und wurde in den Typen 125 S und 125 C eingesetzt. Später wurde die Maschine bis auf einen Hubraum von 2 l gebracht und in mehreren anderen Modellen installiert, die alle durch die Ferrari-typische Nomenklatur 166 im Namen gekennzeichnet waren. Das erste Auto, in das dieser Motor eingebaut wurde, war der 166 F2. Die Entwicklung des 1,5-l-Motors hörte hier nicht auf, tatsächlich wurde beim 125 F1, dem ersten von der Scuderia gebauten Einsitzer, eine aufgeladene Version eingebaut. Die Sauger-Version des Motors wurde ebenfalls weiterentwickelt und bis auf einen Hubraum von 2,5 l gebracht; diese Neuentwicklung wurde im 212 F1 eingesetzt.
Der vorne längs eingebaute 60°-V-12-Motor mit der internen Bezeichnung Typ 275 hatte Zylinderköpfe und Motorblock aus Aluminium. Mit 68 mm Bohrung 58,8 mm und Hub ergab sich ein Gesamthubraum von 2562,5 cm³. Das Kompressionsverhältnis war 12 : 1, und der Motor leistete maximal 200 PS (149 kW) bei 7500/min. Pro Zylinderbank hatte der Motor eine einzelne obenliegende Nockenwelle, die zwei Ventile pro Zylinder steuerte. Das Kraftstoffgemisch wurde von drei Weber-32-DCF-Vergasern aufbereitet. Der Typ-275-Motor hatte keine Kompressoraufladung. Die Einfachzündung arbeitete mit zwei Zündmagneten. Der Motor hatte Trockensumpfschmierung, eine Mehrscheibenkupplung und ein 5-Gang-Getriebe (+ Rückwärtsgang).
Das Chassis bestand aus Stahlrohr und die Karosserie war als typischer Formelsport-Einsitzer (Monoposto) konzipiert. Die Vorderräder hatten Einzelradaufhängung mit Querlenkern oben und einer Querblattfeder unten. Die Hinterradaufhängung war bei den beiden in der Formel 1 eingesetzten Fahrzeugen unterschiedlich: Eines hatte eine De-Dion-Achse (Chassis# 102) und das andere eine Pendelachse und Querblattfeder (Chassis# 110). Der Radstand betrug 2320 mm, die Spurweite war vorne 1255 mm, und hinten 1200 mm. Der 212 F1 hatte Trommelbremsen an allen Rädern. Der hinter dem Fahrer eingebaute Tank fasste 130 Liter. Rennfertig hatte der Wagen ein Leergewicht (ohne Fahrer) von 700 kg.

## Rennhistorie
Der Ferrari 212 F1 mit der Chassis-Nr. 102 hatte sein Debüt 1951 beim Gran Premio di Siracusa, der zwar für Formel-1-Rennwagen ausgeschrieben war, aber nicht zur Weltmeisterschaft zählte. Dorino Serafini erzielte dort den zweiten Platz. Zwei Wochen später saß Serafini in Pau wieder am Steuer. Er qualifizierte das Auto als Dritter, schied jedoch nach 49 Runden wegen Lenkproblemen aus dem Rennen aus. Dies sind die beiden einzigen bestätigten Formel-1-Rennauftritte des Chassis Nr. 102.
Das zweite Chassis mit der Nr. 110 wurde von Ferrari an den Schweizer Rennfahrer und Teambesitzer (Ecurie Espadon) Rudi Fischer verkauft, der es ebenfalls beim Großen Preis von Syrakus erstmals einsetzte und Dritter wurde. Beim Grand Prix von San Remo wurde Fischer ebenfalls Dritter und beim Grand Prix von Bordeaux Zweiter. Sein Debüt in der Automobilweltmeisterschaft gab Fischer im gleichen Jahr beim Großen Preis der Schweiz. Vom zehnten Startplatz aus beendete er das Rennen auf dem elften Platz. Beim Großen Preis von Deutschland, wo er sich als Achter qualifizieren konnte, wurde er Sechster, nur einen Rang hinter den WM-Punkten. Das Auto sollte auch beim folgenden Rennen, dem Großen Preis von Italien eingesetzt werden, aber Fischer ging nach einem Sturz im Training nicht an den Start.
Nach der Saison 1951 zog sich Alfa Romeo aus der Formel 1 zurück. Um die Starterfelder aufzufüllen, wurde die Automobilweltmeisterschaft für die kommenden zwei Jahre (1952 und 1953) mit den Fahrzeugen und nach dem Reglement der Formel 2 ausgetragen. Der Wagen wurde dafür mit einem regelkonformen Tipo 166-Motor (1995 cm³) ausgestattet. Dadurch wurde der Ferrari 212 „F1“ sozusagen wieder zum „F2“. Für die Saison 1952 kaufte Fischer einen Ferrari 500, den er bei allen Rennen einsetzte. Der 212 wurde nun als Zweitwagen verwendet. Peter Hirt fuhr das Auto beim Großen Preis der Schweiz in Bremgarten bei Bern, wo er sich als 19. qualifizierte und das Rennen als Siebter beendete. Beim Grand Prix von Frankreich, wo der 11. Platz errungen wurde, teilte sich Hirt den 212 mit Fischer, der ursprünglich seinen 500er fahren wollte, aber wegen Motorproblemen im Training auf den 212 wechselte. Mit Hirt am Steuer hatte der 212 seinen letzten Auftritt beim Grand Prix von Großbritannien, wo er sich als 24. qualifizierte, aber im Rennen bereits nach drei Runden mit Bremsschwierigkeiten ausschied. Sein Landsmann Rudolf Schoeller fuhr das Auto dann auf dem Nürburgring, schied aber wegen Problemen mit der Aufhängung ebenfalls aus. Hans Stuck war beim Großen Preis von Italien gemeldet, konnte sich jedoch nicht für das Rennen qualifizieren, da nur 24 Autos in der Startaufstellung zugelassen waren.
Der 212 F1 hatte seinen endgültig letzten Auftritt beim Großen Preis der Schweiz 1953, wo er anscheinend unter dem weniger gebräuchlichen Namen Ferrari 166 C beziehungsweise Ferrari 166 2.0 gemeldet war. Max de Terra fuhr das Auto und beendete das Rennen auf dem achten Platz, mit 14 Runden Rückstand auf den Sieger Alberto Ascari.
Neben dem Einsatz in der Formel 1 wurde der Wagen wohl auch bei verschiedenen (in der Schweiz sehr populären) Bergrennen verwendet.

## Verbleib
Das von der Ecurie Espadon eingesetzte Fahrzeug (Chassis# 110) wurde später an einen italienischen Sammler verkauft, in dessen Besitz es sich jahrelang befand. Danach wurde es sorgfältig restauriert und von David Cottinghams DK Engineering zum Verkauf angeboten. In dieser Zeit wurde es bei Veranstaltungen wie dem Goodwood Festival of Speed und dem Goodwood Revival präsentiert und gefahren. Danach war das Fahrzeug Teil der Sammlung der Gebrüder Schlumpf. Heute ist der Ferrari 212 F1 im Automobilmuseum Cité de l’Automobile in Mülhausen (Elsass) ausgestellt.

## Resultate in der Formel 1 Weltmeisterschaft
| Jahr | Team           | Fahrzeug                     | Reifen | Fahrer           | Rennen | Rennen | Rennen | Rennen | Rennen | Rennen | Rennen | Rennen | Rennen |
| ---- | -------------- | ---------------------------- | ------ | ---------------- | ------ | ------ | ------ | ------ | ------ | ------ | ------ | ------ | ------ |
| 1951 | Ecurie Espadon | Ferrari 212 V12 Tipo 275     | P      |                  |        |        |        |        |        |        |        |        |        |
| 1951 | Ecurie Espadon | Ferrari 212 V12 Tipo 275     | P      | Rudi Fischer     | 11     |        |        |        |        | 6      | DNS    |        |        |
| 1952 | Ecurie Espadon | Ferrari 212 V12 1 Tipo 166 2 | P      |                  |        |        |        |        |        |        |        |        |        |
| 1952 | Ecurie Espadon | Ferrari 212 V12 1 Tipo 166 2 | P      | Peter Hirt       | 7      |        |        | 11     | DNF    |        |        |        |        |
| 1952 | Ecurie Espadon | Ferrari 212 V12 1 Tipo 166 2 | P      | Rudi Fischer     |        |        |        | 11     |        |        |        |        |        |
| 1952 | Ecurie Espadon | Ferrari 212 V12 1 Tipo 166 2 | P      | Rudolf Schoeller |        |        |        |        |        | DNF    |        |        |        |
| 1952 | Ecurie Espadon | Ferrari 212 V12 1 Tipo 166 2 | P      | Hans Stuck       |        |        |        |        |        |        |        | DNQ    |        |
| 1953 | Ecurie Espadon | Ferrari 212 V12 1 Tipo 166 2 | P      |                  |        |        |        |        |        |        |        |        |        |
| 1953 | Ecurie Espadon | Ferrari 212 V12 1 Tipo 166 2 | P      | Max de Terra     |        |        |        |        |        |        |        | 8      |        |

Quellen:
| Legende  | Legende            | Legende                                                          |
| Farbe    | Abkürzung          | Bedeutung                                                        |
| -------- | ------------------ | ---------------------------------------------------------------- |
| Gold     | –                  | Sieg                                                             |
| Silber   | –                  | 2. Platz                                                         |
| Bronze   | –                  | 3. Platz                                                         |
| Grün     | –                  | Platzierung in den Punkten                                       |
| Blau     | –                  | Klassifiziert außerhalb der Punkteränge                          |
| Violett  | DNF                | Rennen nicht beendet (did not finish)                            |
| Violett  | NC                 | nicht klassifiziert (not classified)                             |
| Rot      | DNQ                | nicht qualifiziert (did not qualify)                             |
| Rot      | DNPQ               | in Vorqualifikation gescheitert (did not pre-qualify)            |
| Schwarz  | DSQ                | disqualifiziert (disqualified)                                   |
| Weiß     | DNS                | nicht am Start (did not start)                                   |
| Weiß     | WD                 | zurückgezogen (withdrawn)                                        |
| Hellblau | PO                 | nur am Training teilgenommen (practiced only)                    |
| Hellblau | TD                 | Freitags-Testfahrer (test driver)                                |
| ohne     | DNP                | nicht am Training teilgenommen (did not practice)                |
| ohne     | INJ                | verletzt oder krank (injured)                                    |
| ohne     | EX                 | ausgeschlossen (excluded)                                        |
| ohne     | DNA                | nicht erschienen (did not arrive)                                |
| ohne     | C                  | Rennen abgesagt (cancelled)                                      |
| ohne     | keine WM-Teilnahme |                                                                  |
| sonstige | P/fett             | Pole-Position                                                    |
| sonstige | 1/2/3/4/5/6/7/8    | Punktplatzierung im Sprint-/Qualifikationsrennen                 |
| sonstige | SR/kursiv          | Schnellste Rennrunde                                             |
| sonstige | *                  | nicht im Ziel, aufgrund der zurückgelegten Distanz aber gewertet |
| sonstige | ()                 | Streichresultate                                                 |
| sonstige | unterstrichen      | Führender in der Gesamtwertung                                   |

## Technische Informationen / Übersicht
|                           | Ferrari 212 F1 |
| ------------------------- | --- |
| Motor                     | 60°-V12-Ottomotor Tipo 257 vorn längs eingebaut, Zylinderköpfe und Motorblock aus Aluminium (1951) 60°-V12-Ottomotor Tipo 166 vorn längs eingebaut, Zylinderköpfe und Motorblock aus Aluminium (1952/1953) |
| Hubraum                   | 2562,51 cm³ (1951) 1995 cm³ (1952/1953) |
| Bohrung × Hub             | 68 × 58,8 mm |
| Verdichtungsverhältnis    | 12:1 |
| Leistung bei 1/min        | 220 PS (147 kW) bei 7500/min |
| Spezifische Leistung      | 78 PS/l (57,3 kW·dm−3) |
| Ventilsteuerung           | Eine obenliegende Nockenwellen pro Zylinderreihe mit zwei Ventilen pro Zylinder |
| Gemischaufbereitung       | drei Weber-32-DCF-Vergaser |
| Zündung                   | Eine Zündkerze pro Zylinder, zwei Zündspulen |
| Kühlung                   | Wasser |
| Getriebe                  | 5-Gang-Getriebe mit Rückwärtsgang (Hinterradantrieb) |
| Bremsen                   | Trommelbremsen an allen Rädern |
| Radaufhängung vorn        | Einzelradaufhängung mit verschieden langen Querlenkern, untere Querblattfeder, hydraulische Stoßdämpfer |
| Radaufhängung hinten      | de Dion-Achse, Blattfedern längs (Chassis# 102) Pendelachse mit Querblattfeder (Chassis# 110) |
| Karosserie und Rahmen     | Aluminiumkarosserie, Stahlrohrrahmen |
| Radstand                  | 2320 mm |
| Spurweite vorne / hinten  | 1255 mm / 1200 mm |
| Reifengröße Vorne         | 5.50 × 16 in |
| Reifengröße Hinten        | 6.50 × 16 in |
| Maße L × B × H (mm)       | unbekannt |
| Leergewicht (ohne Fahrer) | 700 kg |
| Tankinhalt                | 130 Liter |
| Höchstgeschwindigkeit     | unbekannt |
| Leistungsgewicht          | 0,29 PS·kg−1 (213 W·kg−1) |